# Azud de El Mesto
El azud de El Mesto es un embalse español, hoy en desuso, situado en el cauce del río Guadalix, en la provincia de Madrid. Se inauguró en 1905 para derivar agua desde el río Guadalix al canal primitivo de abastecimiento a Madrid o  Canal Bajo a través de un canal construido simultáneamente (Canal del Guadalix).

## Historia

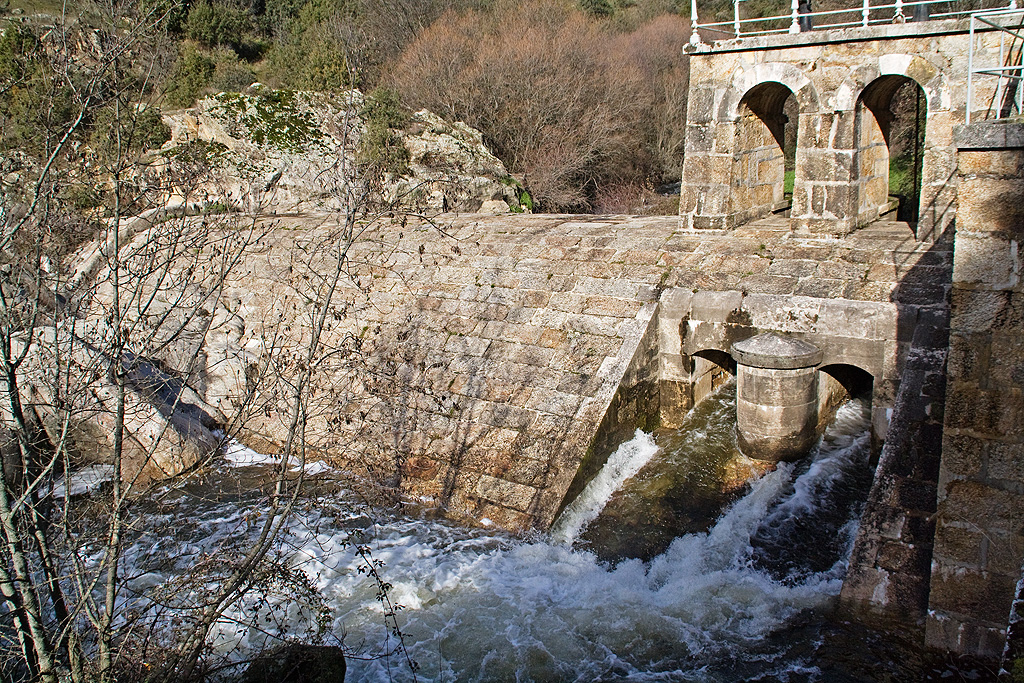
Azud de El Mesto con el embalse de El Vellón vertiendo.

Ya en 1859 se había construido en el mismo punto un azud y un canal de menores dimensiones con objeto de complementar el abastecimiento a Madrid, después de la aparición de las filtraciones en el Pontón de la Oliva.
En esta ocasión se pretendía realizar el abastecimiento de la capital durante las obras que había que efectuar en algunos tramos del canal primitivo, y que implicaban el corte del mismo. El objetivo se consiguió utilizándose después circunstancialmente estas instalaciones. No obstante, estas no podían utilizarse en verano pues el azud no tiene capacidad de almacenamiento de agua y el caudal del río en esta época es muy bajo.
Por ello se proyectó la construcción de un embalse aguas arriba, obra que no se ejecutó hasta 1967, año en que se puso en servicio el denominado inicialmente embalse de El Vellón, que más tarde se denominó  Embalse de Pedrezuela. Con la construcción de este embalse el azud quedó en desuso, aunque se encuentra todavía operativo.